# 三菱財閥
三菱財閥（みつびしざいばつ）は、かつて存在した日本の財閥。戦前は三井や住友とともに日本三大財閥に数えられた。現在の三菱グループ。
1870年（明治3年）に土佐藩（現在の高知県）出身の岩崎弥太郎が現在の大阪府大阪市の土佐稲荷神社で創立した三菱商会を基盤に、明治政府の許可も得て海運業を独占（後の日本郵船）。1893年に岩崎家2代目の岩崎弥之助が三菱合資会社を設立し、これを持株会社として金融業・造船業・鉱業・鉄道・貿易などあらゆる分野に進出する。第二次世界大戦後、連合国軍最高司令官総司令部 (GHQ/SCAP) の指令により他の財閥と共に解体された（財閥解体）が、その後徐々に企業集団としての再統合が進められ、現在のような三菱グループが形成された。

## 経歴

### 財閥の起源
三菱財閥は、俗に住友、三井とともに三大財閥であるが、住友、三井が三百年以上の史を持つ旧家なのに対して、三菱は明治期に政商として、巨万の利益を得てその礎を築いたという違いがある。
最初に弥太郎が巨利を得るのは、維新政府が樹立し全国統一貨幣制度に乗り出した時のことで、各藩が発行していた藩札を新政府が買い上げることを事前に察知した弥太郎は、十万両の資金を都合して藩札を大量に買占め、それを新政府に買い取らせて莫大な利益を得る。この情報を流したのは新政府の高官となっていた後藤象二郎であるが、いわば弥太郎は最初から、政商として暗躍した。
弥太郎は明治維新前後の土佐藩の商事部門である開誠館事業を実質的に担ったが、明治政府の政策に沿って、土佐藩が商事部門から撤退を余儀なくされるとそれを引き継ぎ、海運業を主業とした。1868年閏4月、土佐藩は藩命により長崎土佐商会(開誠館貨殖局長崎出張所)を閉鎖。1870年3月、土佐藩の権参事となっていた弥太郎は、土佐藩が大阪市西区堀江の土佐藩蔵屋敷（現在の土佐稲荷神社付近）で始めた大阪西長堀川商会を継承し、土佐屋善兵衛の名義をもって九十九商会と改め、東京、大阪、高知間の廻漕業を始めた。土佐藩から船三隻の使用を許され開業の運びとなる。なお、最初「土佐開誠館商社」とする案もあったが、これでは土佐藩の開誠館とのつながりが表に出過ぎるので、土佐海の別称である九十九灘から命名された。さらに廃藩置県後の1871年、実質は土佐藩の外輪団体として藩首脳陣の指令を受けていた九十九商会は、藩から独立して旧土佐藩士の組合結社となる。翌年一月に三川商会と改めた。この時期、商会はまだ弥太郎個人のものではなく、旧土佐藩士等の組合による商社であった。弥太郎は商会の首脳ではあったが、一時は官途に就くことも考えていた。ようやく民間事業に生きることを決意した 弥太郎は1873年に社名を三菱商会と改称し、本社を東京に移し海運と商事を中心に事業を展開した。三菱マークの使用許可を与えたのは板垣退助である。弥太郎は、当時欧米の海運会社が独占していた内外航路から外国汽船会社を駆逐するため明治政府の保護を受けて「郵便汽船三菱会社」と改称し、1875年に日本上海間の定期航路を開き、荷為替金融を開始するなどして激しい運賃競争の末に米国パシフィックメイル (en:Pacific Mail Steamship Company) 汽船会社と英国P&O汽船会社を撤退させることに成功し、さらに西南戦争（1877年）の際には軍事輸送の主役を務め、さらなる巨万の富を掌中にする。
商会はこの戦争で政府側の軍隊・軍需品の輸送を一手に引き受けたばかりか、戦争終結の残った軍需品の処分までまかされ、一挙に莫大な利益を得ることになった。政府が西南戦争で支払った戦費は4,150万円といわれるが、そのうち1,500万円が三菱の儲けだった。しかし、その裏には後藤象二郎を通じてときの最大の権力者大久保利通、大隈重信といった政府要人の後ろ盾があったことは言うまでもない。大隈重信と岩崎弥太郎の癒着を糾弾した「大熊退治と海坊主退治」の風刺画は有名である。（ちなみに三井財閥は、長州閥の伊藤博文、井上馨、品川弥二郎らに肩入れして対抗していた）。
だが、政商として膨張する三菱に対して世論の批判が持ち上がった。そんなさなか弥太郎の後援者だった大久保利通が1878年に暗殺され（紀尾井坂の変）、1881年には大隈重信が失脚する（明治十四年の政変）。勢いをえた長州閥と三井はここぞとばかりに三菱バッシングに打って出た。その最大のものが、海運業を独占していた三菱に対して、政府が音頭を取って財界人の渋沢栄一、三井八郎右衛門・大倉喜八郎ら政商を結集して設立した半官半民の共同運輸会社だった。三菱と共同運輸との海運業をめぐる戦いは、1883年4月から2年間も続き、運賃が競争開始以前の10分の1にまで引き下げられるというすさまじさだった。
こうしたさなか、幕末、維新の激動のなかを風雲児として駆け抜けた弥太郎が病死する。死後、三菱、共同運輸の共倒れを恐れた政府が調停にたち、両社は合併して日本郵船を発足（1885年9月、資本金1,100万円、うち岩崎家出資金500万円）させて、この死闘に終止符をうった。明治18年に弥太郎が亡くなったあとは、三菱の重鎮として、岩崎一族には、弥太郎の従弟・豊川良平や近藤廉平（妻が豊川良平の妹）、弥太郎の姪姉妹を妻とした荘田平五郎・各務鎌吉などがいた。この豊川良平、近藤廉平、荘田平五郎のほかに、末延道成を加えた4人が、弥太郎亡きあとの三菱発展に大いに貢献し、“三菱四天王”といわれた。
弥太郎のあとを受けて三菱総帥となったのが弥太郎の弟である岩崎弥之助である。弥之助は三菱の事業を「海から陸へ」と方向転換し、それまで副業としていた高島炭鉱、吉岡鉱山、第百十九国立銀行、長崎造船所、地所、千川水道会社などの発展に力をそそぎ、そのための新組織として「三菱社」を創設する。いわばこれが後の財閥形成の基になった。1893年に三菱合資会社を設立して岩崎家の家産と事業とを分離し、この時点で三菱総帥の地位は兄弥太郎の長男・岩崎久弥が継ぎ、さらに大正5年弥之助の長男・岩崎小弥太に引き継がれ終戦を迎えることになる。
このように三菱財閥は弥太郎、弥之助の兄弟家系で世襲し、同族で発展したことから、「独裁政治」と言われる。ちなみに三井は「番頭政治」、住友は「法治主義」と言われている。

### 三菱商会

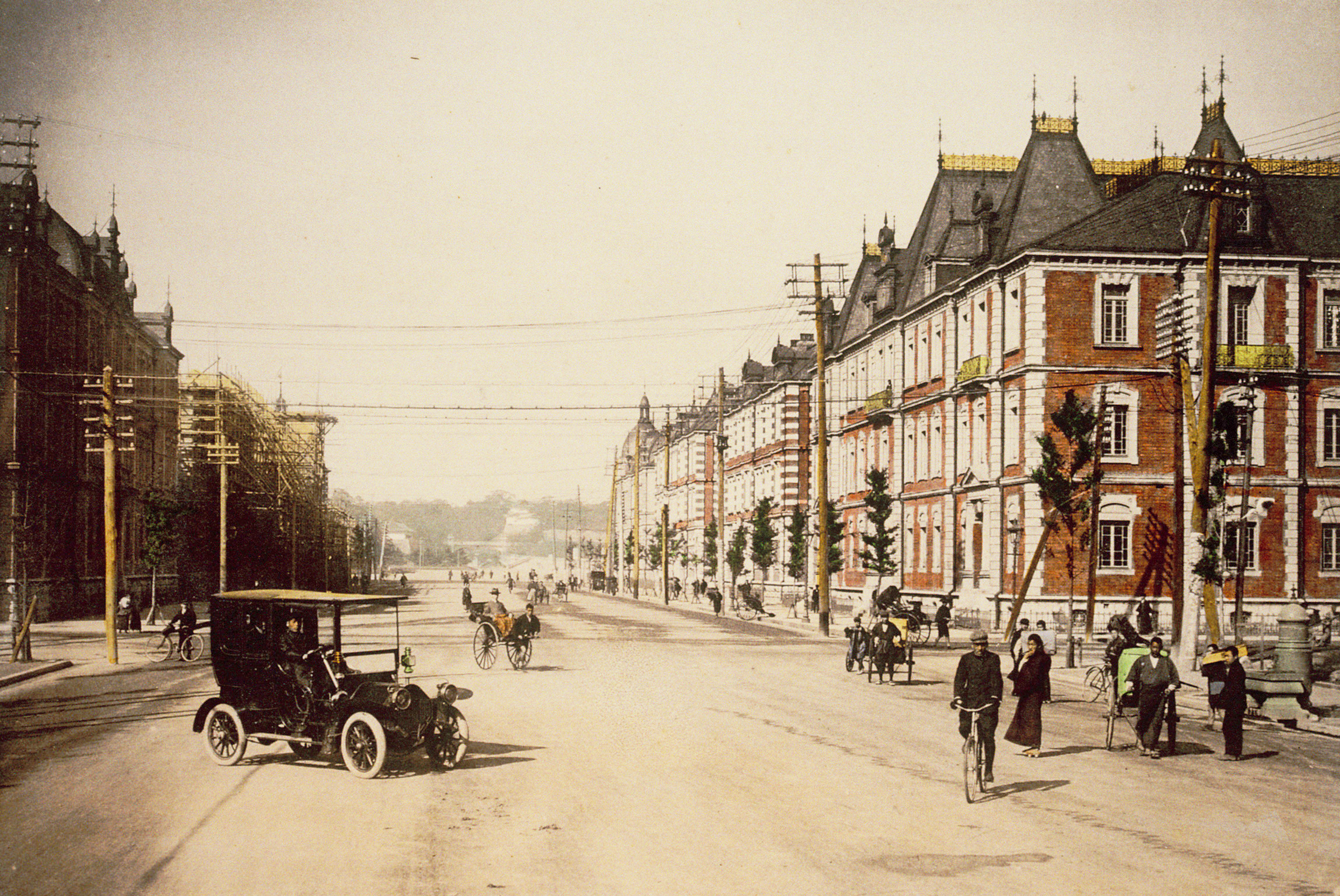
丸の内の三菱財閥本社（1920年）

1874年、三菱商会は本社を大阪から東京に移し、郵便汽船三菱会社と改名を重ねる。同年に勃発した台湾出兵では派遣船の運行会社として指名されたことで政府からの信頼を得た。主力事業である海運業においては外国勢力や中小の船会社を徹底的に駆逐して独占的な地位を得た。しかし三菱の独占と専横を快く思わない渋沢栄一や井上馨や品川弥二郎らが三菱に対抗できる海運会社の設立を画策、政府の出資も得、三井などの反三菱勢力も結集して1882年7月に共同運輸会社が設立、翌1883年営業を開始した。三菱はいつも通りの値下げ攻勢で共同運輸も潰そうとしたが、政府の後援のある共同運輸は更なる値下げで対抗。続く2年間はダンピング競争で海上運賃は大幅に安くなったが両社は完全に消耗し、守勢に回った三菱は路線や人員の削減で倒産寸前となった。さすがに過当競争を見かねた政府が間に入り、1885年に共同運輸との対等合併で日本郵船会社が設立された。三菱は中心事業である海運業を一時的に失ったが数年後には人的にも経営の実権を握ることとなった。
1885年の弥太郎死去後、その弟・弥之助が後を継いだ。岩崎弥之助は三菱社と改名し1881年に買収した高島炭鉱と1884年に借り受けた官営長崎造船所（後の三菱重工業）を中核として、事業の再興を図った。
炭鉱、鉱山事業の拡充、1887年の長崎造船所の払い下げとその後の積極的な造船業の拡充、1885年に第百十九国立銀行（後の三菱銀行→現在の三菱UFJ銀行）の買収による銀行業務への本格展開をし、1887年に東京倉庫（後の三菱倉庫）を設立した。
1893年に商法が施行され、三菱社は三菱合資会社へと改組。同時に弥太郎の長男・久弥が三菱合資の三代目社長に就任。総務、銀行、営業、炭坑、鉱山、地所の各部を設置して分権体制を敷き、長崎造船所の拡張と神戸、下関造船所の新設、麒麟麦酒の設立など、事業がいっそう拡大された。
1916年（大正5年）に弥之助の長男・小弥太が四代目社長に就任。部長制を廃止し分野別に担当事務理事を置いた。
1917年に三菱造船、三菱製紙、1918年に三菱商事、三菱鉱業、1919年に三菱銀行、1920年に三菱内燃機製造、1921年に三菱電機と次々に分割化していった。そして、満洲事変から第二次世界大戦にかけて軍需の膨張拡大を背景に三菱の事業は飛躍的に拡大した。
スリーダイヤマークの「三菱」の呼び名だが、これは土佐藩主山内家の家紋の「三つ柏」と岩崎家の家紋「三階菱」を組み合わせたものであった。戦前の8大財閥（三菱財閥、三井財閥、住友財閥、安田財閥、浅野財閥、大倉財閥、古河財閥、川崎財閥）の中では唯一創業者の姓を冠さないものとなったが、これは新政権の明治政府に奉公するという岩崎の気持ちを表したものだったといわれる。

### 財閥解体後の三菱
戦後、1945年（昭和20年）11月1日、三菱本社の株主総会で岩崎家当主および財閥首脳の総退陣を決定。次いで、連合国の方針に基づく財閥解体政策によって三菱本社、三菱商事は解散。三菱重工業、三菱化成が三分割に追い込まれた。死の床にあった小弥太は「国民としてなすべき当然の義務に全力を尽くしたのであって、顧みて恥ずべき何ものもない」と反駁したが、時代の流れに抗う事は出来なかった。当時の模様を三菱合資会社社長の久弥は「すっかり裸になった。土佐の郷里の土地と東京の墓地だけが残った。自分はこれまで長子以外は一族親戚の者も三菱本社に参加させなかったのに（11人もの指名を受けるとは）ヒドイものだ」（岩崎久弥伝）と憤懣やるかたない心情を吐露している。しかも下谷の茅町にあった本邸はアメリカ軍に接収され、ついで財産税のために手放したため、久弥は一時その一室を間借りしていた。なお、解体前の三菱財閥の総資産は、現在価値に換算して推定120兆円と考えられている。
「天下の三菱」の基幹産業の一つに不動産がある。「丸の内の大家さん」の如く世界的な超一等地のビジネス街の土地を管理している。財閥解体により三菱地所は関東不動産、陽和不動産の二つに分割された。陽和不動産は丸ビルを中心に皇居と東京駅の間の土地のかなりの部分の所有者であった。1952年（昭和27年）、藤網久二郎と田島将光（武部申策の子分）という二人の男は陽和不動産の乗っ取りを仕掛け、ほぼ成功しかけたという衝撃的な事件が起きた。
この「陽和不動産乗っ取り事件」もあり三菱の再統合は促進された。1954年（昭和29年）に三菱商事が再合同、また、同年には三菱主要企業の会長・社長の親睦と情報交換を目的とした三菱金曜会が始められ、10年後の1964年には三菱重工業も再合同するなど再びグループ化した。金曜会は、戦前の三菱本社を頂点とした三菱財閥の復活ではなく、グループ各社による対等なグループ形成である。ちなみに、住友グループは1949年（正式には、1951年4月）に白水会が設立され、三井グループは、1961年（昭和36年）に二木会をそれぞれ設立している。
三菱グループは、特に戦後の日本の高度経済成長期に、高度成長を担った重化学工業分野に中核有力企業が多いという強みを大いに発揮し、戦後も引き続き、日本を代表する企業グループの一つとして発展した。

### 現在（財閥解体後 - 2016年現在）
1955年、鳩山一郎内閣は過度経済力集中排除法（昭和22年法律第207号）の廃止法案（内閣提出第42号）を提出した。衆議院商工委員会委員長田中角栄のもとで審議が行われ、「過度経済力集中排除法等を廃止する法律（昭和30年法律第87号）」が成立した。
21世紀現在の三菱グループ（金曜会）には三菱商事、三菱重工業、三菱UFJ銀行の「三菱グループ御三家」を筆頭に、多数の日本を代表する企業が連名している。
一部の企業における自衛隊への納入実績の大きさなどから、かつての国防国策会社としてのイメージが現在でも残っている。高度経済成長からバブル崩壊期までは、例えば、グループの製品を優先的に購入する、グループ内の問題の負担を各社で負担する、など、グループ同士での結束が他の財閥系グループと比べ大変強い面があった。「「三菱」と名の付く会社の宴会では、キリンビールを出すのが慣例である」との飲食店業界でのジンクスもあった程である。
しかし、バブル崩壊、経済のグローバル化以降は、金融自由化の波の中、グループ間の結束力は外部から思われているほど強くはなくなってきている。むしろ、あまり表に出てこない新財閥グループの方がグループ企業間の結束が強いと見るべきである。従来は川上製品に強く、川下製品に弱いとされてきたイメージがあったが、そのイメージを払拭すべく、各企業は製品開発および市場開拓に励んでいる。
また、グループ内企業の社員に毎月配布されている広報誌「マンスリーみつびし」は、2007年7月号において通算500号に達した。

## 三菱財閥歴代総帥
| 三菱財閥歴代総帥 | 三菱財閥歴代総帥 | 三菱財閥歴代総帥                        | 三菱財閥歴代総帥       |
| 代数             | 氏名             | 在任期間                                | 主な職歴               |
| ---------------- | ---------------- | --------------------------------------- | ---------------------- |
| 1                | 岩崎弥太郎       | 明治6年(1873年) - 明治18年(1885年)      | 〔職〕九十九商会       |
| 2                | 岩崎弥之助       | 明治18年（1885年） - 明治26年（1893年） | 〔職〕三菱合資会社総裁 |
| 3                | 岩崎久弥         | 明治26年（1893年） - 大正5年(1916年)    | 〔職〕麒麟麦酒創業者   |
| 4                | 岩崎小弥太       | 大正5年(1916年) - 昭和20年（1945年）    | 〔職〕三菱重工業創業者 |
| 5                | 田中完三         | 昭和20年（1945年） - 昭和21年（1946年） | 〔職〕三菱商事社長     |